# Moriwaki Ryota
Moriwaki Ryota (森脇 良太 Moriwaki Ryōta, sinh ngày 6 tháng 4 năm 1986 ở Fukuyama, Hiroshima) là một cầu thủ bóng đá người Nhật Bản hiện tại thi đấu cho Urawa Red Diamonds.

## Sự nghiệp
Anh được chọn vào đội tuyển quốc gia tham dự vòng chung kết Cúp bóng đá châu Á 2011 với tư cách là cầu thủ bổ sung cho cầu thủ bị chấn thương Sakai Gotoku.

## Thống kê sự nghiệp

### Câu lạc bộ
Tính đến trận đấu diễn ra ngày 7 tháng 4 năm 2018
| Câu lạc bộ              | Mùa giải            | Giải vô địch | Giải vô địch | Cúp Hoàng đế Nhật Bản | Cúp Hoàng đế Nhật Bản | J. League Cup | J. League Cup | AFC     | AFC       | Khác1   | Khác1     | Tổng    | Tổng      |
| Câu lạc bộ              | Mùa giải            | Số trận      | Bàn thắng    | Số trận               | Bàn thắng             | Số trận       | Bàn thắng     | Số trận | Bàn thắng | Số trận | Bàn thắng | Số trận | Bàn thắng |
| ----------------------- | ------------------- | ------------ | ------------ | --------------------- | --------------------- | ------------- | ------------- | ------- | --------- | ------- | --------- | ------- | --------- |
| Trẻ Sanfrecce Hiroshima | 2003                | -            | -            | 1                     | 0                     | -             | -             | -       | -         | -       | -         | 1       | 0         |
| Sanfrecce Hiroshima     | 2004                | 0            | 0            | 0                     | 0                     | 1             | 0             | -       | -         | -       | -         | 1       | 0         |
| Sanfrecce Hiroshima     | 2005                | 0            | 0            | 0                     | 0                     | 1             | 0             | -       | -         | -       | -         | 1       | 0         |
| Ehime FC                | 2006                | 42           | 3            | 1                     | 0                     | -             | -             | -       | -         | -       | -         | 43      | 3         |
| Ehime FC                | 2007                | 37           | 1            | 3                     | 0                     | -             | -             | -       | -         | -       | -         | 40      | 1         |
| Sanfrecce Hiroshima     | 2008                | 21           | 5            | 3                     | 1                     | -             | -             | -       | -         | 1       | 0         | 25      | 6         |
| Sanfrecce Hiroshima     | 2009                | 29           | 2            | 1                     | 0                     | 4             | 0             | -       | -         | -       | -         | 34      | 2         |
| Sanfrecce Hiroshima     | 2010                | 31           | 0            | 2                     | 1                     | 5             | 0             | 5       | 0         | -       | -         | 43      | 1         |
| Sanfrecce Hiroshima     | 2011                | 27           | 2            | 0                     | 0                     | 1             | 0             | -       | -         | -       | -         | 28      | 2         |
| Sanfrecce Hiroshima     | 2012                | 33           | 4            | 1                     | 0                     | 4             | 0             | -       | -         | 2       | 0         | 40      | 4         |
| Urawa Red Diamonds      | 2013                | 33           | 3            | 0                     | 0                     | 5             | 0             | 5       | 0         | -       | -         | 43      | 3         |
| Urawa Red Diamonds      | 2014                | 33           | 3            | 1                     | 0                     | 7             | 0             | -       | -         | -       | -         | 41      | 3         |
| Urawa Red Diamonds      | 2015                | 31           | 2            | 3                     | 0                     | 2             | 0             | 4       | 1         | 2       | 0         | 42      | 3         |
| Urawa Red Diamonds      | 2016                | 35           | 1            | 1                     | 0                     | 5             | 0             | 7       | 0         | 2       | 0         | 50      | 1         |
| Urawa Red Diamonds      | 2017                | 26           | 0            | 1                     | 0                     | 1             | 0             | 8       | 1         | 3       | 0         | 39      | 1         |
| Urawa Red Diamonds      | 2018                | 1            | 0            | 0                     | 0                     | 1             | 0             | 0       | 0         | 0       | 0         | 2       | 0         |
| Tổng cộng sự nghiệp     | Tổng cộng sự nghiệp | 379          | 26           | 18                    | 2                     | 37            | 0             | 29      | 2         | 10      | 0         | 473     | 30        |

1Bao gồm Siêu cúp Nhật Bản, J. League Championship và Giải bóng đá Cúp câu lạc bộ thế giới.

### Quốc tế
Tính đến  ngày 28 tháng 7 năm 2013
| Đội tuyển quốc gia | Năm | Số trận | Bàn thắng |
| ------------------ | --- | ------- | --------- |
| Nhật Bản           |     |         |           |
| 2011               | 1   | 0       |           |
| 2012               | 1   | 0       |           |
| 2013               | 1   | 0       |           |
| Tổng               | 3   | 0       |           |

| Số lần ra sân và bàn thắng quốc tế | Số lần ra sân và bàn thắng quốc tế | Số lần ra sân và bàn thắng quốc tế      | Số lần ra sân và bàn thắng quốc tế | Số lần ra sân và bàn thắng quốc tế | Số lần ra sân và bàn thắng quốc tế | Số lần ra sân và bàn thắng quốc tế |
| #                                  | Ngày                               | Địa điểm                                | Đối thủ                            | Kết quả                            | Bàn thắng                          | Giải đấu                           |
| 2011                               | 2011                               | 2011                                    | 2011                               | 2011                               | 2011                               | 2011                               |
| ---------------------------------- | ---------------------------------- | --------------------------------------- | ---------------------------------- | ---------------------------------- | ---------------------------------- | ---------------------------------- |
|                                    | 29 tháng 3                         | Sân vận động Nagai, Osaka, Nhật Bản     | Selection of J. League             | 2–1                                | 0                                  | Tōhoku earthquake Charity Match    |
| 1.                                 | 1 tháng 6                          | Sân vận động Niigata, Niigata, Nhật Bản | Perú                               | 0–0                                | 0                                  | 2011 Kirin Cup                     |
| 2012                               |                                    |                                         |                                    |                                    |                                    |                                    |
| 2.                                 | 24 tháng 2                         | Sân vận động Nagai, Osaka, Nhật Bản     | Iceland                            | 3–1                                | 0                                  | Giao hữu                           |

## Danh hiệu

### Câu lạc bộ
Sanfrecce Hiroshima
- J. League Division 1 (1): 2012
- J. League Division 2 (1): 2008
- Siêu cúp Nhật Bản (1): 2008

Urawa Red Diamonds
- Giải vô địch bóng đá các câu lạc bộ châu Á (1): 2017
- J.League Cup (1): 2016

### Nhật Bản
- Cúp bóng đá châu Á (1): 2011
- EAFF Cúp bóng đá Đông Á (1): 2013